# Star Film Company
La Manufacture de films pour cinématographes, más conocida como Star Film Company, fue una productora de cine francesa dirigida por el ilusionista y director de cine Georges Méliès.

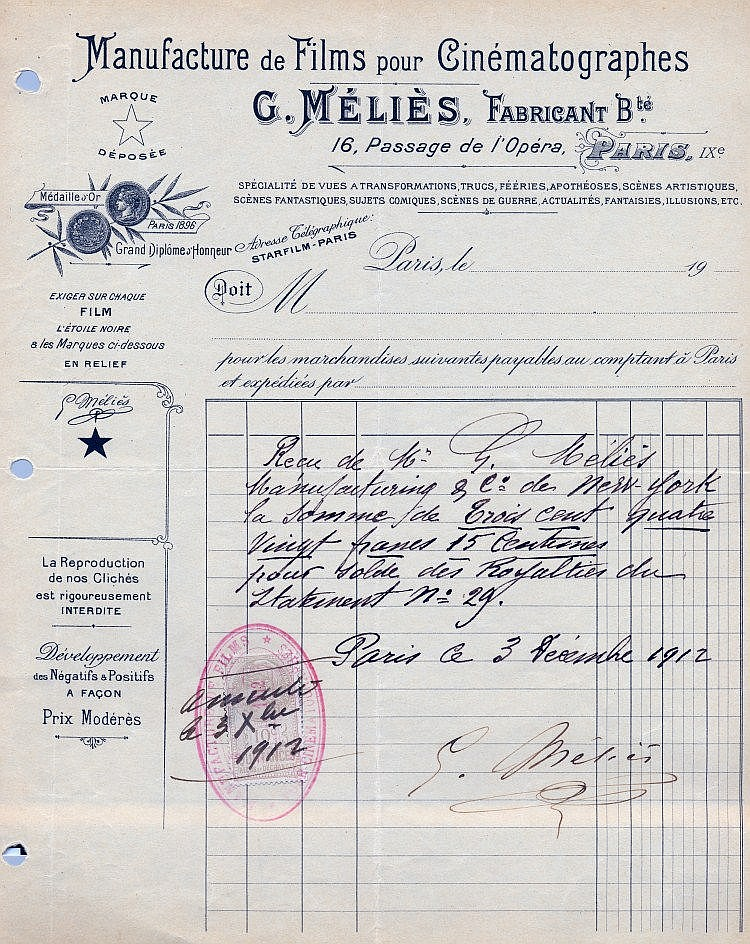
Recibido firmado por Méliès en nombre de su compañía cinematográfica en 1912

## Historia

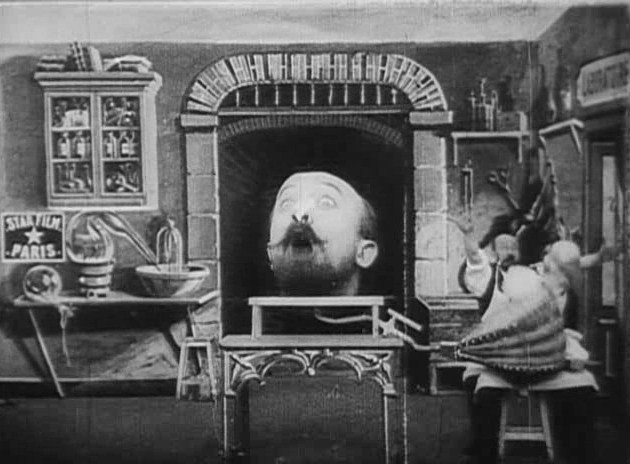
El logotipo de Star Film (a la izquierda) en el plató de la película de Méliès L'homme à la tête en caoutchouc

El 28 de diciembre de 1895, Méliès asistió a la celebrada primera manifestación pública del cinetoscopio de los hermanos Lumière. El evento, celebrado en una sala del 14 Boulevard des Capucines de París con cien sillas y un precio de entrada de un franco, demostró la practicidad de las cámaras y proyectores de película. Según recuerdos posteriores de Méliès, inmediatamente se acercó a Antoine Lumière y se ofreció a comprar un proyector Lumière por su propia experimentación; Lumière se negó. Méliès siguió haciendo ofertas repetidas, todas rechazadas por igual. A continuación, Méliès recurrió al experimentador de cine británico Robert W. Paul, y en febrero de 1896 obtuvo un Proyector de animación por mil francos franceses, junto con una colección de cortometrajes, algunos de Paul y otros de Edison Studios. Méliès los proyectó por primera vez en su teatro de las ilusiones, el Théâtre Robert-Houdin, en abril de 1896.

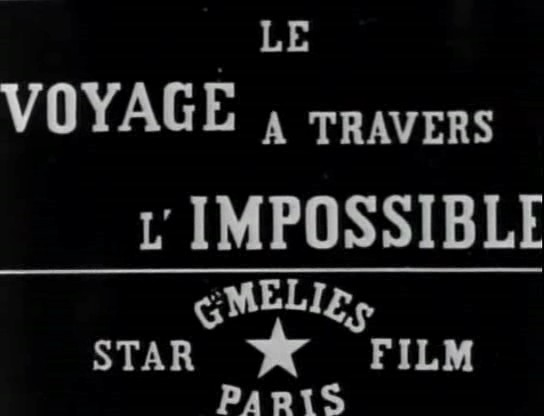
La marca Star Film en la tarjeta de título de Le Voyage à travers lo imposible

Mientras, después de estudiar los principios sobre los cuales funcionaba el proyector de Paul, Méliès diseñó una cámara improvisada. Con la ayuda del mecánico Lucien Korsten, la construyó en el taller del teatro, utilizando piezas recicladas de máquinas utilizadas en sus ilusiones. El 2 de septiembre de 1896, Méliès, Korsten y un socio, Lucien Reulos, obtuvieron la patente sobre su trabajo, bautizándolo como Kinetógrafo, y el 2 de diciembre Méliès creó la marca Star Film, con el lema "Todo el mundo a tu alcance".

## Rama americana
La sucursal estadounidense de la empresa estaba dirigida por el hermano mayor de Méliès, Gaston Méliès, y produjo películas en Nueva York, San Antonio y Santa Paula. Su película más relevante fue The Immortal Alamo, de 1911.

### Historia
Georges Méliès produjo películas en Francia, que se habían hecho populares en todo el mundo. Algunos distribuidores comenzaron a infringir los derechos de los trabajos de Méliès, especialmente en Estados Unidos. Méliès pidió a su hermano, Gaston, que fuera a Estados Unidos y custodiara los copyright de las películas en cuestión.
Gaston llegó a la ciudad de Nueva York en 1902 y comenzó a distribuir las películas de su hermano. En 1903, empezó a hacer películas por su cuenta, principalmente documentales. Las mismas no tuvieron éxito. La compañía se trasladó a San Antonio, buscando inviernos más cálidos y alquiló veinte hectáreas, incluyendo una casa de dos pisos y un gran granero que se convirtieron en el estudio "Star Film Ranch". Star Film Company fue la primera compañía de producción no vaquera que operó en Texas.
El estudio tenía los actores Edith Storey, Francis Ford y William Clifford bajo contrato junto con la escritora Anne Nichols. El estudio también contrató a rancheros y vaqueros locales para dar a sus westerns auténtico carácter. Las películas normalmente tenían una duración real con una duración media de quince minutos. De las setenta películas hechas en San Antonio, sólo se sabe que han sobrevivido tres.
La Star Film Company se trasladó a California en abril de 1911. Gaston originalmente planeó trasladarse a Santa Bárbara pero eligió Santa Paula, quizás porque el paisaje era mejor, o quizás porque era menos caro. En Santa Paula construyó escenarios frente a un complejo llamado Sulphur Mountain Springs, donde la compañía alquilaba habitaciones. Financieramente, las cosas empezaron a ir mal por Gaston. Sus estrellas populares, Edith Storey y William Clifford se trasladaron a otras empresas. Sus películas de California no fueron tan rentables como las de Texas. En noviembre de 1911, Gaston se reunió con Vitagraph Studios en Nueva York y vendió el cincuenta por ciento de su empresa, incluidos los negativos de sus hermanos y los derechos de distribución.
El 24 de julio de 1912, Gaston, su mujer y una tripulación de catorce personas marcharon en un viaje al Pacífico y Asia para hacer películas en lugares exóticos. Se rodaron documentales y dramas en diversos lugares como Tahití, Bora Bora, Nueva Zelanda, Rarotonga, Australia, Java, Camboya, Japón y otros. El metraje se envió a Nueva York para procesarlo, pero gran parte del metraje llegó dañado debido a las duras condiciones en las que se rodaron los negativos o la mala manipulación durante el tráfico. Lo publicado recibió una audiencia poco agradecida y malas críticas a la prensa comercial.
Gaston detuvo la gira en 1913 y se estableció en Córcega, donde murió dos años más tarde. El hijo de Gaston, Paul, vendió lo que quedaba de la empresa a General Film Company en 1917. Se creía que se desarrolló "mala sangre" entre los hermanos Méliès, pero investigaciones recientes indican que pese a las pérdidas en la rama estadounidense, Georges recibió todos los pagos a los que tenía derecho.